# Championnat d'Équateur de football 1968
Navigation
Saison précédente Saison suivante
La saison 1968 du Championnat d'Équateur de football est la 10e édition du championnat de première division en Équateur. Les douze meilleurs clubs équatoriens se retrouvent au sein d'une poule unique où ils affrontent tous leurs adversaires deux fois au cours de la saison, à domicile et à l'extérieur. À la fin de cette première phase, les six premiers disputent la poule pour le titre, la Liguilla tandis que les six derniers jouent une poule de relégation, qui voit les trois derniers être rétrogradés en Segunda Division.
C'est le club du Deportivo Quito, promu de Segunda Division, qui remporte la compétition après avoir terminé en tête du classement de la poule pour le titre, avec deux points d'avance sur le Barcelona Sporting Club et sept sur le Club Sport Emelec. C'est le 2e titre de champion d'Équateur de l'histoire du club, après celui obtenu en 1964.

## Les clubs participants
| - Club Sport Emelec - Barcelona Sporting Club - Club Social y Deportivo Macara - Club Deportivo El Nacional - Manta Sport Club - Deportivo Quito - Promu de D2 | - Club Deportivo Everest - Promu de D2 - América de Quito - LDU Quito - Estibadores Navales - Promu de D2 - Club Deportivo Politécnico - Sociedad Deportiva Aucas - Promu de D2 |

## Compétition
Le barème utilisé pour établir les classements est le suivant :
- Victoire : 2 points
- Match nul : 1 point
- Défaite : 0 point

### Première phase

#### Classement
| Rang | Équipe                         | Pts | J  | G  | N | P  | Bp | Bc | Diff |
| ---- | ------------------------------ | --- | -- | -- | - | -- | -- | -- | ---- |
| 1    | Deportivo Quito P              | 36  | 22 | 16 | 4 | 2  | 44 | 20 | +24  |
| 2    | Barcelona Sporting Club        | 27  | 22 | 11 | 5 | 6  | 29 | 16 | +13  |
| 3    | Club Sport Emelec              | 27  | 22 | 11 | 5 | 6  | 37 | 27 | +10  |
| 4    | LDU Quito                      | 26  | 22 | 10 | 6 | 6  | 36 | 19 | +17  |
| 5    | Manta Sport Club               | 22  | 22 | 8  | 6 | 8  | 26 | 22 | +4   |
| 6    | Club Deportivo El Nacional T   | 21  | 22 | 6  | 9 | 7  | 29 | 25 | +4   |
| 7    | Sociedad Deportiva Aucas P     | 20  | 22 | 8  | 4 | 10 | 26 | 40 | -14  |
| 8    | América de Quito               | 18  | 22 | 6  | 6 | 10 | 27 | 32 | -5   |
| 9    | Club Deportivo Everest P       | 18  | 22 | 6  | 6 | 10 | 27 | 35 | -8   |
| 10   | Club Deportivo Politecnico     | 18  | 22 | 5  | 8 | 9  | 28 | 37 | -9   |
| 11   | Club Social y Deportivo Macara | 16  | 22 | 6  | 4 | 12 | 33 | 50 | -17  |
| 12   | Estibadores Navales P          | 15  | 22 | 5  | 5 | 12 | 31 | 49 | -18  |

|  | Qualification pour la Liguilla                    |
|  | Participation à la Liguilla de no descenso        |
|  | T : Tenant du titre P : Promu de Segunda Division |

#### Matchs
| Résultats (▼dom., ►ext.)       | Auc | AmQ | Bar | DQu | Nac | Eme | Est | Eve | Mac | Man | LDU | Pol |
| Sociedad Deportiva Aucas       |     | 0-0 | 0-2 | 0-2 | 1-0 | 0-2 | 3-1 | 1-1 | 4-2 | 1-0 | 0-3 | 2-1 |
| América de Quito               | 1-2 |     | 0-1 | 3-3 | 1-1 | 2-1 | 5-2 | 3-1 | 4-2 | 1-0 | 0-3 | 0-0 |
| Barcelona Sporting Club        | 2-0 | 1-0 |     | 0-1 | 3-1 | 4-0 | 5-2 | 2-1 | 2-0 | 1-0 | 0-1 | 3-0 |
| Deportivo Quito                | 3-2 | 2-1 | 2-0 |     | 2-0 | 4-1 | 4-1 | 3-1 | 3-2 | 0-0 | 2-2 | 1-0 |
| Club Deportivo El Nacional     | 0-0 | 4-1 | 0-0 | 1-1 |     | 4-1 | 2-1 | 4-0 | 2-0 | 2-1 | 1-1 | 1-1 |
| Club Sport Emelec              | 6-0 | 2-0 | 2-0 | 1-0 | 4-2 |     | 3-0 | 2-2 | 1-0 | 0-0 | 2-1 | 3-1 |
| Estibadores Navales            | 3-2 | 2-2 | 0-0 | 0-2 | 0-0 | 1-1 |     | 2-0 | 1-1 | 0-3 | 2-1 | 4-0 |
| Club Deportivo Everest         | 2-3 | 1-0 | 1-1 | 1-2 | 1-0 | 0-0 | 3-1 |     | 5-1 | 0-0 | 1-0 | 1-3 |
| Club Social y Deportivo Macara | 3-1 | 1-2 | 1-1 | 3-1 | 2-1 | 2-1 | 7-3 | 2-4 |     | 2-1 | 0-0 | 0-2 |
| Manta Sport Club               | 3-0 | 1-0 | 2-0 | 0-1 | 2-1 | 1-1 | 2-4 | 0-0 | 3-0 |     | 1-0 | 4-2 |
| LDU Quito                      | 1-2 | 1-1 | 1-0 | 0-3 | 0-0 | 2-0 | 2-0 | 1-0 | 7-1 | 5-1 |     | 2-2 |
| Club Deportivo Politécnico     | 2-2 | 1-0 | 1-1 | 1-2 | 2-2 | 1-3 | 2-1 | 4-1 | 1-1 | 1-1 | 0-2 |     |

### Seconde phase
Les équipes gardent leurs points acquis lors de la première phase.

#### Poule pour le titre
| Rang | Équipe                       | Pts | J  | G  | N  | P  | Bp | Bc | Diff |
| ---- | ---------------------------- | --- | -- | -- | -- | -- | -- | -- | ---- |
| 1    | Deportivo Quito P            | 45  | 32 | 18 | 9  | 5  | 51 | 31 | +20  |
| 2    | Barcelona Sporting Club      | 43  | 32 | 18 | 7  | 7  | 44 | 24 | +20  |
| 3    | Club Sport Emelec            | 38  | 32 | 16 | 6  | 10 | 48 | 41 | +7   |
| 4    | LDU Quito                    | 37  | 32 | 14 | 9  | 9  | 53 | 29 | +24  |
| 5    | Club Deportivo El Nacional T | 28  | 32 | 7  | 14 | 11 | 36 | 35 | +1   |
| 6    | Manta Sport Club             | 28  | 32 | 9  | 10 | 13 | 34 | 34 | 0    |

|  | Qualification pour la Copa Libertadores 1969      |
|  | T : Tenant du titre P : Promu de Segunda Division |

| Résultats (▼dom., ►ext.)   | Bar | DQu | Nac | Eme | LDU | Man |
| Barcelona Sporting Club    |     | 1-1 | 1-0 | 2-1 | 1-0 | 2-2 |
| Deportivo Quito            | 1-0 |     | 2-2 | 0-1 | 0-0 | 2-1 |
| Club Deportivo El Nacional | 1-2 | 0-0 |     | 2-1 | 1-2 | 0-0 |
| Club Sport Emelec          | 0-2 | 1-1 | 2-1 |     | 2-0 | 1-0 |
| LDU Quito                  | 2-3 | 4-0 | 0-0 | 5-0 |     | 3-2 |
| Manta Sport Club           | 0-1 | 1-0 | 0-0 | 1-2 | 1-1 |     |

#### Poule de relégation
| Rang | Équipe                         | Pts | J  | G  | N  | P  | Bp | Bc | Diff |
| ---- | ------------------------------ | --- | -- | -- | -- | -- | -- | -- | ---- |
| 1    | América de Quito               | 28  | 30 | 10 | 8  | 12 | 39 | 41 | -2   |
| 2    | Club Deportivo Everest         | 28  | 30 | 10 | 8  | 12 | 43 | 47 | -4   |
| 3    | Sociedad Deportiva Aucas       | 28  | 30 | 11 | 6  | 13 | 39 | 55 | -16  |
| 4    | Club Deportivo Politecnico     | 26  | 30 | 8  | 10 | 12 | 35 | 43 | -8   |
| 5    | Club Social y Deportivo Macara | 20  | 30 | 6  | 8  | 16 | 37 | 60 | -23  |
| 6    | Estibadores Navales            | 22  | 15 | 5  | 5  | 12 | 31 | 49 | -18  |

|  | Relégation directe en Segunda División |
|  | P : Promu de Segunda Division          |

| Résultats (▼dom., ►ext.)       | Auc | AQu | Est | Eve | Mac | Pol |
| Sociedad Deportiva Aucas       |     | 4-2 |     | 1-1 | 2-2 | 1-0 |
| América de Quito               | 2-1 |     |     | 3-0 | 2-0 | 1-0 |
| Estibadores Navales forfait    |     |     |     |     |     |     |
| Club Deportivo Everest         | 6-2 | 3-1 |     |     | 3-1 | 2-0 |
| Club Social y Deportivo Macara | 0-1 | 0-0 |     | 1-1 |     | 0-1 |
| Club Deportivo Politecnico     | 2-1 | 1-1 |     | 3-0 | 0-0 |     |

## Bilan de la saison
| Championnat d'Équateur de football 1968 |                                                                                      |
| Champion                                | Deportivo Quito (2e titre)                                                           |
| Qualifications continentales            |                                                                                      |
| Copa Libertadores 1969                  | Deportivo Quito                                                                      |
| Copa Libertadores 1969                  | Barcelona Sporting Club                                                              |
| Promotions et relégations               |                                                                                      |
| Promus en Primera División              | Club Sport Patria CDU Católica del Ecuador Norte América América Ambato Inecel Manta |
| Relégués en Segunda División            | Club Deportivo Politecnico                                                           |
| Relégués en Segunda División            | Club Social y Deportivo Macara                                                       |
| Relégués en Segunda División            | Estibadores Navales                                                                  |